# Raynald Arseneault
Pour les articles homonymes, voir Arseneault.
Raynald Arseneault, né à Québec le 9 juin 1945 et mort à Montréal le 27 janvier 1995, est un organiste et compositeur québécois.

## Biographie
Raynald Arseneault commença l'étude du piano à un jeune âge, puis s’intéressa aussitôt à l’écriture musicale. Plus tard, il étudia la composition et l’analyse auprès de Gilles Tremblay au Conservatoire de musique de Montréal, puis l’écriture et l’orgue avec Françoise Aubut-Pratte. En 1973, il reçut le premier prix en composition du Conservatoire de musique de Montréal ainsi que le Prix d'Europe en composition,.
De 1973 à 1981, il fit un séjour en France, où il travailla avec Tony Aubin (composition) et Pierre Cochereau (orgue) à l'Académie internationale de Nice. Il poursuivit sa formation auprès de Claude Lefebvre (composition) au Conservatoire de Metz, Claude Ballif (analyse et composition) et Michel Philippot (composition) au Conservatoire national supérieur de Paris. Durant ces années, il fit aussi des rencontres marquantes, notamment avec Ivan Wyschnegradsky à Paris et Giacinto Scelsi à Rome.
Compositeur agréé au Centre de Musique canadienne, Raynald Arseneault a créé une cinquantaine d'œuvres. Sa musique a pu être appréciée par un large public, ayant été jouée lors de nombreux festivals de musique, en plus d'avoir été enregistrée par la Radio-Télévision Belge, Radio-France et Radio-Canada. Parmi les interprètes principaux de sa musique, on note l’Orchestre Symphonique de Montréal, le Nouvel Orchestre philharmonique de Radio-France (Edgar Cosma), l’Orchestre Métropolitain (Walter Boudreau), l’Orchestre symphonique de la Radio-Télévision Belge (Simon Streatfeild), la Société de musique contemporaine du Québec (Gilles Auger), les organistes Bernard Foccroulle, Michelle Quintal, Dom André Laberge et Gisèle Guibord, les pianistes Louis-Phillipe Pelletier, Suzanne Fournier, Daniel Cholette et Julio Laks, la violoniste Carmen Fournier, le guitariste Michael Laucke, les flûtistes Lise Daoust, Claire Marchand et Helmut W. Erdmann (de),.
En 1984, peu après son retour au Québec, il fut nommé titulaire des orgues et directeur musical à l'église St-Marc de Rosemont ,. Il fut également conseiller artistique à la maison de la culture Rosemont Petite-Patrie, dès 1990.
Boursier à plusieurs reprises du ministère de l'Éducation et du ministère des Affaires culturelles du Québec ainsi que du Conseil des Arts du Canada, Raynald Arseneault fit des résidences artistiques à la Cité internationale des arts de Paris, au studio du Conseil des Arts du Canada (1979-1980) ainsi qu’au studio du ministère des Affaires culturelles du Québec (1980-81).
Raynald Arseneault est décédé des suites d'une longue maladie le 27 janvier 1995.

## Discographie
- 1996 : Œuvres de compositeurs canadiens (Disques Fonovox VOX 7884-2, 1996) ; "Reed, Roy, Poirier, Contant, Tanguay, Arseneault et Lesage". Gisèle Guibord, orgue.
- 1997 : Chemin de croix (Disques Fonovox VOX 7861-2) ; Raynald Arseneault avec Natalie Choquette, soprano, Mona Latif-Gattas, récitante et Gisèle Guibord, orgue.
- 1999 : Solo Flûte (Atma Classique 22175) ; Claire Marchand, flûte.

## Compositions (liste non exhaustive)
- Adoro te, pour orgue (1990)
- Advaya, pour violoncelle et piano (1980)
- Alleluia, pour voix élevée, chœur mixte (ad lib) et orgue (1990)
- Ave Maria, pour soprano et guitare (1991)
- Bonheur, pour flûte solo (1980)
- Chemin de croix, pour soprano, orgue et récitante (1990)
- Cinque canzoni, pour quatuor de trombones et orgue (1977)
- Concerto de chambre, pour flûte, clarinette, harmonium, piano, violon, violoncelle et contrebasse (1974)
- Danses de la pleine lune, pour flûte en sol & guitare (1983)
- Folioles I, pour deux flûtes & quatuor à cordes (1979)
- Folioles II, pour deux flûtes & quatuor à cordes (1979)
- L'après (l'Infini), pour flûte en sol, cor anglais, violoncelle, piano et percussion (1993)
- Les sept dernières paroles du Christ en croix, pour orgue, baryton et récitant(e) (1993)
- Monodies rituelles, pour contrebasse solo (1980)
- O Salutaris Hostia, pour mezzo-soprano et orgue (1992)
- Prélude à l'infini, pour orchestre (1986)
- Quatre petits préludes, pour orgue (1985)
- Récit, pour violon seul (1981)
- Souvenir d'une chanson d'amour d'après "The aristocratic lover", pour quatuor vocal, hautbois, cor anglais, 2 cors, piano, 4 violons, alto, 2 violoncelles (1989)
- Symphonie, pour orchestre (1988)
- Trois petits nocturnes, pour piano (1967)

## Honneurs
- 1973 : 
  - premier prix en composition du Conservatoire de Musique de Montréal
  - prix d'Europe, composition